# Livre d'Hénoch
Pour les articles homonymes, voir livre d'Hénoch (homonymie).
Le Livre d'Hénoch, aussi appelé 1 Hénoch ou Hénoch éthiopien, est un écrit pseudépigraphique de l'Ancien Testament attribué à Hénoch, arrière-grand-père de Noé. Hénoch s'écrit en hébreu חנוך.
La généalogie d'Hénoch, « le Septième venu après Adam », est donnée dans le texte de la Genèse (chap. V, versets 18 à 29). Le Livre d'Hénoch comporte des éléments narratifs originaux (absents du canon biblique) sur l'origine des démons et des Nephilim, sur les anges déchus et sur la justification morale du Déluge. Sa prophétie sur le règne de mille ans du Messie aurait joué un rôle important dans les débuts de l'Eglise chrétienne.
Il est distinct du Livre des secrets d'Hénoch, aussi connu comme 2 Hénoch, qui raconte les événements vécus par Hénoch pendant son enlèvement dans les sept cieux, et du Livre hébreu d'Hénoch, aussi connu comme 3 Hénoch ou Livre des Palais (Sefer Hekhalot, en hébreu), non apparenté aux deux premiers. La numérotation de ces textes a été appliquée par les spécialistes pour distinguer les textes les uns des autres.

## Reconnaissances officielles
- Le Livre d'Hénoch a été écarté par le canon juif de la Bible hébraïque. À l'époque hellénistique, il n'a pas non plus été inclus dans la Bible dite des Septante (en grec).
- Jérôme de Stridon, dans son De viris illustribus[2], le range parmi les apocryphes : « Judas, frère de Jacques, a laissé une courte lettre qui fait partie des sept épîtres catholiques. Et elle est rejetée de beaucoup, parce qu'elle prend ses preuves dans le livre d'Hénoch, qui est apocryphe. » Augustin d'Hippône le rejette également du Canon biblique : dans la Cité de Dieu, il écrit « Nous ne pouvons nier qu’Hénoch, qui est Le Septième depuis Adam, ait écrit quelque secret divin ; car l’apôtre Jude en fait état dans son épître du Canon ; mais ce n’est pas sans raison que ces écrits ne figurent point dans le catalogue des Écritures, qui était conservé dans le temple des Juifs par le soin des prêtres, attendu que ces prétendus livres d’Hénoch ont été jugés suspects, à cause de leur trop grande antiquité, et parce qu’on ne pouvait justifier que ce fussent les mêmes qu’Hénoch avait écrits, dès lors qu’ils n’étaient pas produits par ceux à qui la garde de ces sortes de livres était confiée[3]. » Le Livre d'Hénoch était donc connu en Occident, au moins indirectement : on retrouve d'ailleurs son influence dans les passages consacrés au calendrier dans les textes hiberno-latins, comme l’Altus prosator.
- L'Église orthodoxe éthiopienne est la seule à le reconnaître comme canonique.

## Rédaction
La composition des différents livres s'étire sur une période allant d'avant le IIIe siècle au Ier siècle avant notre ère : concernant le Livre des Veilleurs, la recherche est partagée entre le IIIe siècle et une datation plus haute encore, au IVe siècle, voire au début de ce siècle. Certaines parties du livre ont vraisemblablement été composées en hébreu, d'autres en araméen. Avant la découverte de fragments du Livre d'Hénoch écrits en araméen parmi les manuscrits de la mer Morte, R. H. Charles avait déjà identifié que les chapitres 1-5 furent composés en hébreu, en utilisant la version massorétique du Deutéronome ou en araméen. Cette double possibilité pousse les chercheurs comme Dillmann à parler d’hébreu-araméen pour l'original.
Le Livre d'Hénoch témoigne d'une profonde connaissance de l'Ancien Testament. Son contenu même montre à quel point ses auteurs se sont inspirés de toutes ses parties, depuis les premiers chapitres de la Genèse jusqu'aux derniers prophètes et aux livres sapientiaux en passant par les livres d'Ésaïe et de Daniel. Selon Dillmann, ce sont des juifs de Palestine : ils ne distinguent que deux saisons, l'été et l'hiver ; les orientations géographiques qu'ils donnent partent de l'Est ; ils manifestent une connaissance personnelle de l'ancienne Palestine, du Temple et des environs de Jérusalem. Plusieurs sont sans doute des pharisiens, car les opinions affirmées sur la Providence, la résurrection, le jugement et la rétribution après la mort, enfin l'observance de la Loi, sont celles des pharisiens.

## Publications
On n'en a longtemps connu que des passages en grec. Il semble que ce n'est qu'au XVe siècle qu'on entendit parler pour la première fois en Europe d'une version en éthiopien de ce livre: Fabricius signale que, d'après plusieurs allusions de Johannes Reuchlin, c'est à grand renfort d'argent que Pic de la Mirandole s'en serait procuré une copie. Au XVIe siècle, un prêtre éthiopien en avait parlé à Guillaume Postel comme d'un livre que son église tenait pour canonique, et peu après, Gesner n'hésita pas à publier que Postel en possédait une copie. Dès 1606, certains passages en grec avaient été publiés (à partir des fragments conservés par Georges le Syncelle au IXe siècle), mais le texte éthiopien était toujours introuvable : ce fut l'occasion pour divers escrocs d'abuser les bibliophiles.
En 1773, le voyageur écossais James Bruce apporta, d'Éthiopie en Grande-Bretagne, trois exemplaires de ce livre. Deux manuscrits sont conservées à la bibliothèque bodléienne. Le troisième est une copie spécifiquement préparée pour Louis XV et qui est aujourd'hui conservée à la Bibliothèque nationale de France.
La première traduction en anglais date de 1821, publiée à Oxford par Richard Laurence. Ce dernier édita le texte éthiopien en 1838. La première édition du texte éthiopien avec plusieurs manuscrits (cinq) a été réalisée à Leipzig par August Dillmann en 1851.
La version originale en araméen était considérée comme perdue jusqu'à ce que l'on en retrouve des parties à Qumrân en 1947 parmi les manuscrits de la mer Morte.
D'autres fragments ont été publiés :
- Ceux contenus dans des manuscrits conservés à la bibliothèque vaticane en 1844.
- Ceux issus d'une tombe découverte en 1886 à Akhmîm en Égypte (publiés en 1892).
- Certains conservés à la bibliothèque de l'université du Michigan (publiés en 1937).
- Il existe également des fragments en latin, syriaque et copte.

## Contenu
L’Hénoch éthiopien est composé de cinq livres, précédés d'une introduction (1-5) aux trois premiers livres :
- Le Livre des Veilleurs[18] (6-36) a été composé à une époque antérieure à 200 av. J.-C.[4]. Il décrit la rébellion et la chute des anges déchus, puis plusieurs voyages visionnaires d'Hénoch au Ciel et aux Enfers en compagnie des archanges qui lui font diverses révélations. Le livre se divise lui-même en deux parties, L.V.1 (6-11) et L.V.2 (12-36)[17].
- Le Livre des Paraboles (37-71) a été composé vers 30 av. J.-C.[4]. Il contient des paraboles et des visions concernant la fin des temps et le Jugement dernier.
- Le Livre de l'Astronomie (72-82) a été composé vers la même époque que les Veilleurs[4]. C'est un traité d'astronomie et de météorologie.
- Le Livre des Songes (83-90) a été composé vers 160 av. J.-C.[4] C'est un recueil de songes visionnaires.
- L’Épître d'Hénoch (91-108), composé au Ier siècle avant Jésus-Christ [4], dit aussi Parénèses, contient un ensemble d'exhortations et d'annonciations. Cette partie se trouve aussi sous le nom : Livre de l'exhortation et de la malédiction. Les trois derniers chapitres sont considérés comme des appendices, le chapitre 105 étant une conclusion au livre[1].

Suivant Joseph Milik, la deuxième place de l'ouvrage était initialement occupée par un Livre des Géants, ce qui expliquerait le hiatus chronologique que constitue la présence du Livre des Paraboles, plus récent que les autres.

## Influences
L'épître de Jude cite une prophétie que l'auteur attribue à « Hénoch le septième depuis Adam » : 
- Jude 14-15 : « Énoch aussi, le septième depuis Adam, a prophétisé à ceux-ci, en disant : Voici, le Seigneur est venu au milieu de ses saintes myriades, pour exercer un jugement contre tous, et pour faire rendre compte à tous les impies parmi eux de tous les actes d'impiété qu'ils ont commis et de toutes les paroles injurieuses qu'ont proférées contre lui des pécheurs impies ».

Les versets du 1 Hénoch :
- 1 Hénoch 60, 8 : « Hénoch le septième depuis Adam ».
- 1 Hénoch 1, 9 : « Voici, le Seigneur est venu avec ses saintes myriades, pour exercer un jugement contre tous, et pour faire rendre compte à tous les impies parmi eux de tous les actes d'impiété qu'ils ont commis et de toutes les paroles injurieuses qu'ont proférées contre lui des pécheurs impies ».

Et la source probable de cette section de 1 Hénoch :
- Deutéronome 33, 2 : « Et il est sorti du milieu des saintes myriades. Il leur a de sa droite envoyé le feu de la loi ».

Jude cite vraisemblablement une tradition orale qui sera elle-même reprise dans le Livre d'Hénoch.
- Citation extraite du Livre des jubilés concernant Hénoch : « Hénoch était le premier homme parmi les hommes qui sont nés sur Terre qui apprit l'écriture et la connaissance et la sagesse et qui écrit dans un livre les signes du ciel selon l'ordre de leurs mois afin que les hommes connaissent les saisons des années selon l'ordre de séparation de leurs mois. Et il était le premier à écrire un témoignage et qui témoigna aux fils des hommes parmi les générations de la Terre, et fit le décompte des semaines des jubilés et leur fit savoir les jours des années et plaça en ordre les mois et décompta des sabbaths des années ainsi que nous [les] lui avons fait savoir ».